# Креголище
Креголище (словен. Kregolišče) — поселення в общині Сежана, Регіон Обално-крашка, Словенія. Висота над рівнем моря: 249,3 м. Розташоване близько кордону з Італією.